# UTC+03:30

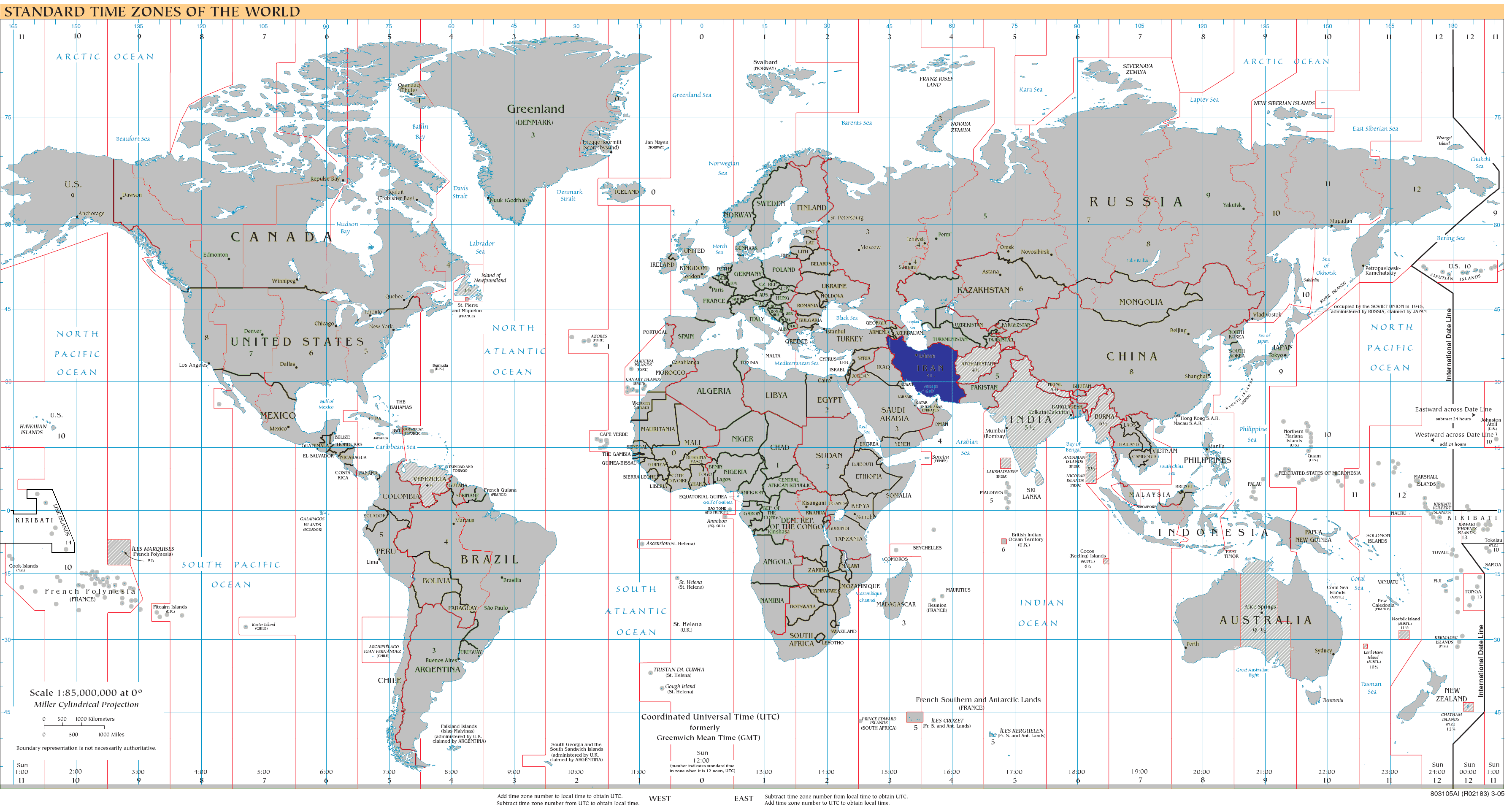
UTC+03:30

UTC+03:30 (C+ – Charlie+) – strefa czasowa, odpowiadająca czasowi słonecznemu południka 52°30'E.
W strefie znajduje się m.in. Teheran.

## Strefa całoroczna
Azja:
- Iran